# 腸鬚草
腸鬚草（学名：Enteropogon dolichostachyus）为禾本科腸鬚草屬下的一个种。

## 扩展阅读
- 維基物種上的相關：腸鬚草